# ازبکستان ایرویز

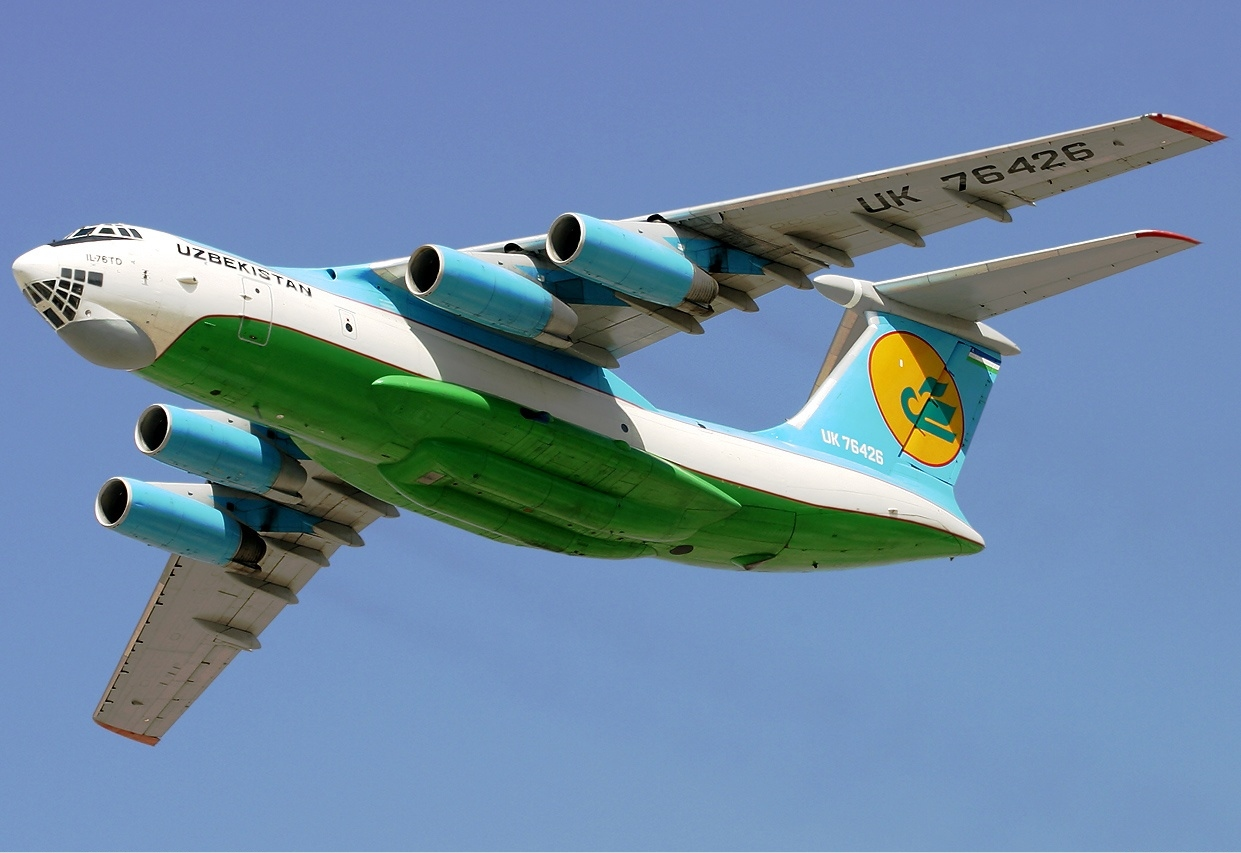
هواپیمای ایلیوشین آی‌ال-۷۶ متعلق به ازبکستان ایرویز

ازبکستان ایرویز (به انگلیسی: Uzbekistan Airways) شرکت هواپیمایی حامل پرچم ازبکستان است، که ریشه‌های تأسیس آن، به زمان راه‌اندازی شرکت آئروفلوت ازبکستان در اتحاد جماهیر شوروی سوسیالیستی بازمی‌گردد. این شرکت در سال ۱۹۹۲ به دستور رئیس جمهور وقت ازبکستان؛ اسلام کریموف، از شرکت روسی آئروفلوت تفکیک شد و به‌عنوان یک شرکت مستقل ثبت گردید.
شرکت ازبکستان ایرویز در حال حاضر روزانه به ۵۸ مقصد، در آسیا، اروپا و آمریکای شمالی پروازهای مستقیم دارد. دفتر مرکزی این شرکت در شهر تاشکند، ازبکستان قرار دارد و فرودگاه بین‌المللی تاشکند، قطب این شرکت هواپیمایی به‌شمار می‌آید. شرکت هواپیمایی ازبکستان هم‌اکنون در ناوگان هوایی خود، دارای ۳۷ فروند هواپیمای جت مسافربری می‌باشد.